# DJK Vilzing
DJK Vilzing is een Duitse omnisportvereniging uit het stadtteil Vilzing van Cham in Beieren. De club werd in 1967 opgericht en sloot zich aan bij de katholieke DJK-Sportverband (Deutsche Jugendkraft sportbond). Naast voetbal beschikt de club over een turn- en ski-afdeling.
Tot halverwege de jaren 1990 speelde DJK Vilzing op laag regionaal niveau. Tussen 2000 en 2006 speelde de club in de Landesliga Bayern-Mitte maar degradeerde toen weer. Een jaar later promoveerde DJK Vilzing weer totdat in 2011 een nieuwe degradatie volgde. Vanwege een herstructurering kwam de club in 2012 opnieuw in de Landesliga. In 2014 promoveerde DJK Vilzing naar de Bayernliga. In 2022 promoveerde DJK Vilzing als kampioen van de Bayernliga Nord naar de Regionalliga Bayern.
SpVgg Ansbach 09 · 
Viktoria Aschaffenburg ·
TSV Aubstadt ·
FC Augsburg II ·
TSV Schwaben Augsburg ·
FC Eintracht Bamberg ·
TSV Buchbach ·
SV Wacker Burghausen ·
SpVgg Greuther Fürth II ·
SpVgg Hankofen-Hailing ·
FV Illertissen ·
FC Bayern München II ·
Türkgücü München ·
1. FC Nürnberg II ·
1. FC Schweinfurt 05 ·
DJK Vilzing ·
FC Würzburger Kickers